# Contea di Dawson (Nebraska)
La contea di Dawson (in inglese Dawson County) è una contea dello Stato del Nebraska, negli Stati Uniti. La popolazione al censimento del 2000 era di 24 365 abitanti. Il capoluogo di contea è Lexington.

## Comuni
City
- Cozad
- Gothenburg
- Lexington

Villaggi
- Eddyville
- Farnam
- Overton
- Sumner

CDP
- Willow Island